# Marcel Pérès (Musiker)
Marcel Pérès (* 15. Juli 1956) ist ein französischer Kirchenmusiker, Komponist und Musikwissenschaftler. Er leitet das Ensemble Organum.

## Leben
Marcel Pérès studierte zunächst Orgelmusik an der Musikhochschule von Nizza. Seine Studien zur Kirchenmusik setzte Pérès in England auf der Royal School of Church Music und in Montreal im Bereich Alte Musik fort.
Nach seiner Rückkehr aus Kanada, bildete sich Marcel Pérès im Fachgebiet Mittelalterliche Musik, unter der Leitung von Michel Huglo im Institut École pratique des hautes études, fort.
Im Jahre 1982 gründete er das Ensemble Organum. Mit diesem Ensemble begann Pérès, nach zuvor wissenschaftlicher Arbeit und Untersuchung, die weniger bekannten Bereiche mittelalterlicher Musik, insbesondere den Kirchengesang der römisch-katholischen Kirche ausgehend vom 6. bis zum 13. Jahrhundert in eine zeitgemäße akustische Form umzusetzen.
Ab dem Jahr 1984 wurde Marcel Pérès Leiter der Vereinigung für die Erforschung und Interpretation der mittelalterlichen Musik und des altrömischen Kirchengesangs. Die Vereinigung führt ihre wissenschaftlichen Tätigkeiten im Kloster Royaumont aus. Bisher wurden jährlich musikalische Forschungsergebnisse akustisch durch das Ensemble Organum umgesetzt. Auch international ist Marcel Pérès gemeinsam mit dem griechischen Kirchenmusiker Lykourgos A. Angelopoulos wissenschaftlich tätig.